# Bourget
Bourget (francouzsky Lac du Bourget) je největší jezero rozkládající se celé na území Francie. Leží v departementu Savojsko. Má rozlohu 44,5 km² při délce 18 km v severojižním směru a šířce 1,6 až 3,5 km. Leží v nadmořské výšce 231,5 m. Dosahuje průměrné hloubky 85 m a maximální hloubky 145 m. Jezero je ledovcového původu a vzniklo přibližně před 19 000 let po roztání čtvrtohorních ledovců. Rozkládá se v údolí mezi jedním z posledních hřebenů pohoří Jura na západním břehu a okrajem masivu Bauges na východním břehu.

## Vodní režim
Jeho hlavním přítokem je řeka Leysse. Jezero je na severní straně propojeno s řekou Rhône průplavem Canal de Savières.

## Obce na březích jezera
Západní břeh se vyznačuje poměrně obtížným terénem a je proto málo obydlený. Významným bodem na západním břehu je klášter Hautecombe kde jsou pohřbeni někteří panovníci Savojské dynastie.
Většina osídlení se nachází na ostatních březích:
- Aix-les-Bains, známé lázeňské město
- Bourget-du-Lac
- Brison-St-Innocent
- Chanaz
- Tresserve
- Viviers-du-Lac